# Nilo Guimarães
Nilo de Oliveira Guimarães, né le 30 septembre 1954, est un homme politique et homme d'affaires santoméen.
Il s'est présenté indépendamment comme candidat à l'élection présidentielle du 30 juillet 2006, et a fini loin derrière les deux autres candidats, avec 0,59 % des voix.